# André Colin (homme politique)
Pour les articles homonymes, voir Colin.
Ne doit pas être confondu avec André Collin.
Pour la vedette rapide, voir André Colin (navire).
André Colin, né à Brest le 19 janvier 1910 et mort à Carantec le 29 août 1978, est un homme politique français,. 
Membre du Mouvement républicain populaire, il a été membre de plusieurs gouvernements de 1946 à 1958, député puis sénateur du Finistère, président du conseil général du Finistère et du conseil régional de Bretagne.

## Biographie
Fils d’un avoué, et petit-fils de Jean-Pierre Soubigou, membre d'une dynastie de juloded de Plounéventer dont l'un fut sénateur et l'autre député, il suit des études de droit à Angers puis à Paris dont il sort titulaire d’un doctorat en 1931. Il enseigne le droit à l’université catholique de Lille de 1936 à 1939. Au cours de cette période, il est aussi président général de l’action catholique de la jeunesse.
Mobilisé en 1939, il est affecté dans la Marine à Beyrouth. Après la signature de l’armistice du 22 juin 1940, il lance un appel sur la radio de Beyrouth appelant à poursuivre le combat mais il est renvoyé en France métropolitaine,. Il est membre du conseil national de la Résistance en 1942. Son action dans la Résistance lui a valu d’être fait chevalier de la Légion d'honneur au titre de la Résistance et d'être décoré de la Croix de guerre 1939-1945 avec palmes et de la Médaille de la Résistance avec rosette.
À la Libération, il est membre de l’Assemblée consultative provisoire en 1944-45. Il est ensuite élu dans les Assemblées constituantes de 1945 et de 1946. Il est élu député du Finistère à la suite des élections législatives de 1946.
André Colin est une personnalité éminente du MRP (Mouvement républicain populaire) en ayant fortement contribué à sa création à partir des réseaux de résistants chrétiens. Il en a été le secrétaire général de 1944 à 1955, puis le président de 1959 à 1963.
C'est à ce titre qu'il a mené une riche carrière gouvernementale pendant laquelle il participe à de nombreux cabinets au cours de la IVe République.
À la suite des élections sénatoriales françaises de 1959, il devient sénateur du Finistère. Réélu en 1962 et en 1971, il occupe ce siège jusqu’à sa mort en 1978. Il est président du groupe MRP-Union démocrate de 1963 à 1971.
Il est le père de quatre enfants, dont Anne-Marie Idrac, ancienne présidente de la SNCF.
Un navire de la compagnie Penn-ar-Bed, compagnie notamment chargée de la desserte d'Ouessant, a été baptisé de son nom en 1996.

## Fonctions gouvernementales
- Secrétaire d'État à la Présidence du Conseil dans le gouvernement Georges Bidault I du 24 juin au 16 décembre 1946 ;
- Ministre de la Marine Marchande dans le gouvernement Henri Queuille I du 11 septembre 1948 au 28 octobre 1949 ;
- Secrétaire d'État à l'Intérieur dans le gouvernement Georges Bidault III du 7 février au 2 juillet 1950 ;
- Secrétaire d'État à l'Intérieur dans le gouvernement René Pleven II du 11 août 1951 au 20 janvier 1952 ;
- Secrétaire d'État à l'Intérieur dans le gouvernement Edgar Faure I du 20 janvier au 8 mars 1952 ;
- Secrétaire d'État à l'Intérieur dans le gouvernement René Mayer du 10 janvier au 28 juin 1953 ;
- Ministre de la France d'Outre-Mer dans le gouvernement Pierre Pflimlin du 14 mai au 1er juin 1958.

## Mandats nationaux
- Membre du Conseil national de la Résistance ;
- Membre de l'Assemblée consultative provisoire de 1944 à 1945 ;
- Député MRP du Finistère de 1945 à 1958 ;
- Sénateur du Finistère de 1959 à 1978 ;
- Président de la commission des forces armées du Sénat de 1973 à 1978 ;

- Secrétaire général du MRP de 1945 à 1955, puis président de 1959 à 1963.

## Mandats locaux
- Conseiller général du canton d'Ouessant de 1951 à 1978 ;
- Président du Conseil général du Finistère de 1964 à 1978 ;
- Président du Conseil régional de Bretagne de 1976 à 1978 (élu le 24/04/1976, réélu le 02/02/1977 et le 17/01/1978).

## Décoration
- Chevalier de la Légion d'honneur
- Croix de guerre 1939–1945, palme de bronze

 Médaille de la Résistance française, avec rosette
- Commandeur de l'ordre du Mérite maritime, de droit en tant que ministre de la Marine marchande[7].